# Chiromantis punctatus
Chiromantis punctatus е вид жаба от семейство Rhacophoridae.

## Разпространение
Видът е разпространен в Мианмар.